# خالد سلطان (ممثل إماراتي)
خالد سلطان (1961 - 2 يوليو 2007 )، ممثل إماراتي أشتهر بشخصية شحمان في المسلسل الكوميدي شحمان ونحفان  الذي عرض لعدة سنوات في القناة الرابعة قناة عجمان خلال شهر رمضان، لعب دور البطولة مع الفنان أحمد عبد الرزاق وشكل ثنائي متميز في الكوميديا الإماراتية.

## وفاته
توفي في القاهرة في 2 يوليو 2007 عن عمر يناهز 45 سنة في أعقاب عملية جراحية لزرع الكلية في أحد مستشفيات القاهرة أثر معاناة طويلة من فشل الكلوي. 

## أعماله

### المسلسلات التلفزيونية
- - مسلسل شحمان و نحفان عرض على قناة عجمان
- - مسلسل بلاليط عرض على قناة سما دبي
- - مسلسل سوالف بو أصيل عرض على قناة الشارقة
- - مسلسل حامض حلو عرض على قناة الشارقة

### الأفلام
- فيلم موعد مع الذئاب في مصر